# NGC 7592
NGC 7592 é uma galáxia espiral (S0-a) localizada na direcção da constelação de Aquarius. Possui uma declinação de -04° 24' 59" e uma ascensão recta de 23 horas, 18 minutos e 22,0 segundos.
A galáxia NGC 7592 foi descoberta em 20 de Setembro de 1784 por William Herschel.